# 스타드 샤방델마스
스타드 샤방델마스(프랑스어: Stade Chaban-Delmas)는 프랑스 보르도에 있는 축구 겸 럭비 경기장이다. FC 지롱댕 드 보르도의 홈 구장으로 사용되었다. 34,694명을 수용할 수 있다. 1938년 FIFA 월드컵과 1998년 FIFA 월드컵, 2007년 럭비 월드컵 경기장으로 선정되었다. 경기장 이름은 1947년부터 1995년까지 보르도 시장을 지낸 프랑스의 정치인인 자크 샤방델마스의 업적을 기념하기 위해 붙여진 이름이며 2001년까지는 파르크 레스퀴르(Parc Lescure)라는 이름을 사용했다.